# Konzept zur naturnahen Entwicklung von Fließgewässern
Ein Konzept zur naturnahen Entwicklung von Fließgewässern (Gewässerentwicklungskonzept, GEK) ist ein Gutachten, das den früheren und heutigen Zustand eines Fließgewässers und seines Umlandes (seiner Aue) beschreibt und praktische Möglichkeiten für naturnahe Ausbau- und Unterhaltungsmaßnahmen an fließenden Gewässern aufzeigt.
Das Hauptziel eines Gewässerentwicklungskonzeptes besteht in der Ableitung von kurz- bis langfristig realisierbaren Maßnahmen, die dazu beitragen, einen naturnahen Zustand des Gewässers anzunähern bzw. zu erreichen.
Das Konzept stellt eine Grundlage für die zukünftige jährliche Unterhaltungsplanung dar. Die Umsetzung des Konzeptes bedeutet nicht, dass damit der als Leitbild erarbeitete Zustand erreicht wird. Das Leitbild dient nur der Orientierung. Das Entwicklungsziel stellt die maximale Annäherung an einen natürlichen Zustand des Gewässers dar, der in einem überschaubaren Zeitrahmen unter Berücksichtigung der gegebenen sozioökonomischen Bedingungen erreicht werden kann.

## Inhalt
Ein Gewässerentwicklungskonzept weist folgenden Inhalte auf:
Teil 1: Erläuterungen und Maßnahmen
- Einleitung
- Leitbild
- Wasserbaulichen Maßnahmen der Vergangenheit
- Ist-Zustand und Bewertung
- Entwicklungsziele
- Maßnahmenkonzept

Teil 2: Karten
- Gewässerstrukturgüte
- Nutzungs- und Biotopstruktur
- Maßnahmen und Grunderwerb